# Franciszek Szymański (inżynier)
Franciszek Szymański – polski inżynier, pierwszy polski burmistrz Zawiercia.

## Życiorys
Był inżynierem, pracował w TAZ. Od 1915 roku pełnił funkcję ławnika rady miejskiej, w 1917 roku został radnym. 20 lutego 1918 roku naczelnik powiatu będzińskiego Büchting mianował go burmistrzem Zawiercia. Szymański tym samym został pierwszym polskim burmistrzem miasta. 5 marca był jednym z sygnatariuszy protestu przeciwko traktatowi brzeskiemu. W trakcie urzędowania usunął język niemiecki z posiedzeń rady miejskiej i wprowadził do urzędów wyłącznie język polski. Po odzyskaniu niepodległości Komisarz Rządu Polskiego na powiat będziński Stefan Falkowski mianował go burmistrzem Zawiercia. Jeszcze w 1918 roku następcą Szymańskiego został Ignacy Banachiewicz.

## Upamiętnienie
1 stycznia 1991 roku dawną ulicę Marcelego Nowotki na osiedlu Szymańskiego przemianowano na ulicę Franciszka Szymańskiego.